# طوني مولز
طوني مولز هو لاعب كرة قدم بلجيكي في مركز الوسط، ولد في 8 يناير 1969 في Eeklo ‏ في بلجيكا. لعب مع دندي يونايتد وريسنغ وايت ديرنغ مولنبيك وفيربرويديرينغ غيل وكلوب بروج ولوكيرين أوست فلانديرين ونادي اربوراث ونادي روس كاونتي ونادي كلايد.

## وصلات خارجية
- طوني مولز على موقع قاعدة بيانات كرة القدم.إي يو (الإنجليزية)
- طوني مولز على موقع Soccerbase.com (لاعب) (الإنجليزية)